# Philippsreuter Waldhufen
Philippsreuter Waldhufen este o arie protejată (arie specială de conservare — SAC, sit de importanță comunitară — SCI) din Germania întinsă pe o suprafață de 68,73 ha, integral pe uscat.

## Localizare
Centrul sitului Philippsreuter Waldhufen este situat la coordonatele 48°51′49″N 13°40′19″E / 48.8636°N 13.6719°E.

## Înființare
Situl Philippsreuter Waldhufen a fost declarat sit de importanță comunitară în noiembrie 2004 pentru a proteja un număr necunoscut de specii din flora spontană și fauna sălbatică aflate în arealul zonei. Situl a fost protejat și ca arie specială de conservare în aprilie 2016.

## Biodiversitate
Situată în ecoregiunea continentală, aria protejată conține 2 habitate naturale: Formațiuni ierboase bogate în specii de Nardus, dezvoltate pe substraturi silicioase în zone montane (și în zone submontane, în Europa continentală), Fânețe montane.
La baza desemnării sitului se află un număr nedeclarat de specii protejate.